# Et Folkesagn
Et Folkesagn ("En folksägen") är en romantisk balett i tre akter av den danske koreografen och balettmästaren August Bournonville som hade premiär på Det Kongelige Teater i Köpenhamn den 20 mars 1854. Den anses som en av hans främsta verk och har uppförts mer än 550 gånger.
Niels W. Gade komponerade musiken till första och tredje akten och Johan Peter Emilius Hartmann till andra akten. Brudevalsen, som traditionellt dansas på danska bröllopsfester, ingår i tredje akten.
Drottning Margrethe II skapade koreografi och kostymer till 1991 års utgåva av baletten.

## Handling
Baletten utspelar sig på Jylland i Danmark på 1500-talet och handlar om de två flickorna Hilda och Birthe.
Birthe är arvinge till ett gods och förlovad med junker Ove, men i verkligheten är hon ett troll. Tillsammans med sina vänner festar de i skogen i närheten av stället där trollen bor. Ove stannar kvar efter festen och bjuds in till trollen, men han avböjer. Han dansar däremot med älvorna hela natten.
Hilda bor i skogen hos trollen, men är i verkligheten en bortbytt adelsflicka. Hon förstår det efter en dröm där hon ser hur trollen byter ut en baby mot en trollunge och stjäl en bägare av guld som hon känner igen. Hon tvingas gifta sig med trollet Diderik men smiter iväg från bröllopsfesten och uppsöker en helig källa nästa dag. Ove, som fortfarande är förhäxad av älvorna han dansade med, kommer förbi och blir botad när han dricker av vattnet. Hilda jagas bort av folk från godset och samtidigt inser Birthe att hon inte är den rättmätiga arvingen till godset.
Till slut hittar flickorna tillbaka till sina egna världar och på midsommarafton gifter Hilda sig med Ove. De avslutar festen med att dansa brudvals.